# Lonnia pallidus
Lonnia pallidus är en insektsart som beskrevs av Rauno E. Linnavuori och Delong 1977. Lonnia pallidus ingår i släktet Lonnia och familjen dvärgstritar. Inga underarter finns listade i Catalogue of Life.